# Diana pri kopanju (Boucher)

Diana pri kopanju ali Diana izstopa iz kopeli (francosko Diane sortant du bain) je slika iz leta 1742 v olju na platnu slikarja Françoisa Boucherja, ki prikazuje rimsko boginjo  Diano, ki jo prepoznamo po biserni kroni, z draguljem v obliki polmeseca v družbi nimfe, ki ji kleči pred nogami. Leta 1852 jo je pridobil Louvre, kjer zdaj visi.
Boginja je gola, sedi na svili, ki poudarja njeno polt in svetle lase; nimfa, na njeni desni ima temne lase in gleda noge boginje. Bela golota mesa sije, v nasprotju z modro-zeleno pokrajino dobi rdečkaste odseve. V njuni bližini so simboli Diane, kot so lovski pes, tok s puščicami in nekaj plena.